# 1995 UA45
1995 UA45 är en asteroid i huvudbältet som upptäcktes den 20 oktober 1995 av den japanska astronomen Nobuhiro Kawasato i Uenohara.
Asteroiden har en diameter på ungefär 3 kilometer.